# Де Хан, Матхёс
Матхёс (Матеус) де Хан (нидерл. Mattheus de Haan; 19 октября 1663, Дордрехт, Республика Соединённых провинций — 1 июня 1729, Батавия, Голландская Ост-Индия — нидерландский государственный деятель, колониальный администратор, генерал-губернатор Голландской Ост-Индии (8 июля 1725 — 1 июля 1729).

## Биография
С октября 1671 года вместе с семьёй переехал в Ост-Индию. В молодости занимался торговлей, в 1676 году стал младшим помощником, продвигаясь по карьерной лестнице, в 1698 году — старшим купцом. В следующем году переехал в Батавию, где работал советником при Совете юстиции — верховном суде Голландской Азии и Совете Индий. В 1722 году назначен генеральным директором, вторым по влиянию человеком в колониях.
16 октября 1724 года был избран на должность генерал-губернатора Голландской Ост-Индии, приступил к исполнению полномочий 8 июля следующего года.
Деятельность де Хана в должности генерал-губернатора была противоположной действиям его предшественника, Хендрика Звардекрона . Он прекратил эксперименты по производству шёлка; из-за роста производства кофе в Европе на него стали падать цены, поэтому де Хан распорядился вырубать плантации кофейных деревьев. Во время его правления продолжалось давление со стороны конкурентов голландцев англичан.
1 июня 1729 г. умер после непродолжительной болезни и был похоронен в Батавии. Его преемником стал Дидерик Дюрвен.